# Out of My Head
Out Of My Head est le deuxième single du groupe montréalais Mobile, présent sur leur premier album Tomorrow Starts Today. Sortie en 2006, la chanson connaît un vif succès, principalement au Québec. Il est publié chez Universal Music Canada.
Le titre est utilisé dans la bande annonce du film Roméo et Juliette.

## Classements
La chanson se classe le 22 juillet 2006 à sa meilleure place dans le Canadian Hot 100 de Billboard, en atteignant la 5e place du classement.